# Lijst van voetbalinterlands België - Wales (vrouwen)
Deze lijst van voetbalinterlands is een overzicht van alle officiële voetbalinterlands tussen de nationale vrouwenteams van België en Wales. De landen hebben tot nu toe veertien keer tegen elkaar gespeeld.

## Wedstrijden
| №  | Plaats                | Datum             | Competitie           | Wedstrijd      | Uitslag            |
| -- | --------------------- | ----------------- | -------------------- | -------------- | ------------------ |
| 1  | Francavilla al Mare   | 30 juli 1978      | Mundialito 1978      | België − Wales | 3 − 0              |
| 2  | Brussel               | 18 november 1995  | EK 1997 kwalificatie | België − Wales | 2 − 0              |
| 3  | Barry                 | 13 april 1996     | EK 1997 kwalificatie | Wales − België | 0 − 0              |
| 4  | Llanelli              | 1 december 1999   | EK 2001 kwalificatie | Wales − België | 0 − 2              |
| 5  | Ciney                 | 26 maart 2000     | EK 2001 kwalificatie | België − Wales | 6 − 0              |
| 6  | Rhyl                  | 17 november 2001  | WK 2003 kwalificatie | Wales − België | 0 − 2              |
| 7  | La Louvière           | 24 maart 2002     | WK 2003 kwalificatie | België − Wales | 1 − 0              |
| 8  | Dessel                | 31 oktober 2007   | EK 2009 kwalificatie | België − Wales | 1 − 0              |
| 9  | Barry                 | 17 februari 2008  | EK 2009 kwalificatie | Wales − België | 0 − 1              |
| 10 | Haverfordwest         | 20 september 2009 | WK 2011 kwalificatie | Wales − België | 0 − 1              |
| 11 | Brussel               | 28 maart 2010     | WK 2011 kwalificatie | België − Wales | 2 − 3              |
| 12 | Beringen              | 5 augustus 2012   | Vriendschappelijk    | België − Wales | 1 − 1              |
| 13 | Verviers              | 8 augustus 2012   | Vriendschappelijk    | België − Wales | 3 − 5              |
| 14 | San Pedro del Pinatar | 19 februari 2022  | Pinatar Cup 2022     | België − Wales | 0 − 0 (n.p. 3 - 1) |

## Samenvatting
| Competitie        | Totaal gespeeld | Winst België | Gelijk | Winst Wales | Doelsaldo België – Wales |
| ----------------- | --------------- | ------------ | ------ | ----------- | ------------------------ |
| WK-kwalificatie   | 4               | 3            | 0      | 1           | 6 − 3                    |
| EK-kwalificatie   | 6               | 5            | 1      | 0           | 12 − 0                   |
| Mundialito        | 1               | 1            | 0      | 0           | 3 − 0                    |
| Pinatar Cup       | 1               | 0            | 1      | 0           | 0 − 0                    |
| Vriendschappelijk | 2               | 0            | 1      | 1           | 4 − 6                    |
| Totaal            | 14              | 9            | 3      | 2           | 25 − 9                   |